# GSG 9 – Ihr Einsatz ist ihr Leben
GSG 9 – Ihr Einsatz ist ihr Leben (auch: GSG 9 – Die Elite-Einheit) ist eine 2007–2008 ausgestrahlte deutsche Actionserie des Senders Sat.1, die frei von der realen deutschen Antiterroreinheit GSG 9 inspiriert ist.

## Hintergrund
In der Serie wird diese Spezialeinheit immer dann gerufen, wenn die deutsche Polizei keine Handlungsmöglichkeiten mehr sieht oder es um den Schutz von Politikern geht. Aufgrund niedriger Quoten wurde die Serie nach gut einem Jahr eingestellt.
Das Bundeseinsatzkommando – kurz BEK – ist die in der 1. Staffel der TV-Serie GSG 9 – Ihr Einsatz ist ihr Leben etwas merkwürdigerweise aufgetauchte Kommandoeinheit der Bundespolizei und damit der fiktive, bundespolizeiliche Gegenpart zum Kommando Spezialkräfte der Bundeswehr. In der Serie wird die GSG 9 als eigene Einheit behandelt, obwohl sie augenscheinlich eine Unterabteilung des BEK zu sein scheint. Einen Hinweis dafür gibt allerdings unter anderem die Tatsache, dass der Kommandeur in der Serie das Abzeichen der GSG 9 und das Bundespolizeiabzeichen führt, das allerdings nicht den Schriftzug „Polizei“ wie in der Realität, sondern die Kurzbezeichnung „BEK“ trägt. Andere Beamte in der Serie, die nicht der GSG 9 angehören, tragen ebenfalls das BEK-Abzeichen, jedoch nicht das Tätigkeitsabzeichen der GSG 9.
Über die genauen und einzelnen Aufgaben des BEK ist nur wenig bekannt. Es komme aber auch im Ausland und gegen Terrorismus und organisierte Kriminalität zum Einsatz. Die Personalstärke liegt bei einigen tausend Beamten.

## Produktion
Die Serie wurde anfangs unter dem Arbeitstitel S.E.T. angekündigt.
Das als Lagezentrum bezeichnete Hauptquartier verfügt über einen eigenen Fuhrpark und eine eigene Hubschrauberflotte. Das Lagezentrum liegt in Berlin-Weißensee. Für die Dreharbeiten wurde das alte Kongresszentrum am Weißenseer Weg umgebaut.
Regie führten Hans-Günther Bücking, Florian Kern, Jorgo Papavassiliou und Michael Wenning.
Die Autoren diese Serie waren Holger Badura, Christoph Darnstädt, Daniel Martin Eckhart, Roland Heep, Carsten Heins, Matthias Herbert, Markus Hoffmann, Frank Koopmann, Henning Köhn, Clemens Murath, Jeanet Pfitzer, Christian Schiller, Helmut Schweiker, Lorenz Stassen, Ulf Tschauder, Dirk Udelhoven und Douglas Wissmann.

## Charaktere
- Gebhard „Geb“ Schurlau ist 33 Jahre alt und Anführer des SET-50, der von allen akzeptiert wird. Er wird auch als Nahkampfspezialist bezeichnet. Er ist seit zwölf Jahren verheiratet und hat mit seiner Frau Maja zwei Kinder, Lissy und Sofia. Oft streitet sich das Ehepaar, da Geb oft im Einsatz ist und sich dadurch nicht um die Kinder kümmern kann. Dadurch fühlt sich Maja meist überfordert. Sie hatte eine Affäre mit Demirs Bruder. Am Ende der ersten Staffel steht ihre Beziehung vor dem Aus, weil Geb sich für die GSG 9 und nicht für sie entscheidet. Seitdem wohnt er bei Demir. Als SET-Führer hat Geb den Rufnamen „5-1“.

- Freddy Sedlack, auch „Tiger“ genannt, ist der Neue im Team. Er stößt nach Konnys Verschwinden zur Truppe und ersetzt ihn als Stellvertreter von Geb, somit hat er den Rufnamen „5-2“.

- Demir Aslan ist 29 Jahre alt und türkischer Abstammung. Er ist der Nahkampfexperte des SET-50. Aufgewachsen ist er in Berlin-Kreuzberg. Demir ist gut mit Geb befreundet. Sein Bruder war Anwalt, starb aber in der ersten Staffel. Er hat noch eine Schwester, die später seine Gegnerin wird. Demirs Rufname lautet „5-3“.
- Frank Wernitz ist 26 Jahre alt und Präzisionsschütze. Er lebt trotz seines Alters immer noch bei seinen Eltern. Frank ist mit seiner Jugendliebe Sabine verlobt. Er bildet das letzte Mitglied des SET und trägt damit den Rufnamen „5-4“.
- Thomas Josefus Anhoff ist der Leiter aller GSG 9-Einheiten. In seiner Leitstelle melden er und Helmholtz sich bei den Teams mit dem Rufnamen „Atlas 100“.
- Petra Helmholtz ist die Kollegin und Analystin von Anhoff. Mit ihm zusammen leitet und überwacht sie die Einsätze der GSG 9 und steht wie er mit den SETs ständig über Funk in Kontakt. In der zweiten Staffel der Serie wird bekannt, dass sie eine Affäre mit Konstantin von Brendorp hatte, weshalb es häufiger zu Spannungen zwischen ihr und Anhoff kam, der sie daraufhin überwachen ließ.

### Ehemalige Charaktere
- Caspar Reindl ist 28 Jahre alt. Er war dafür zuständig die Bomben zu entschärfen. Vor dem Fall der Mauer lebte er in Moskau. Seitdem er bei der GSG 9 ist, hat sein Vater nicht mehr mit ihm gesprochen. Der Grund für seinen Ausstieg ist nicht bekannt.

- Konstantin „Konny“ von Brendorp ist 29 Jahre alt, stammt aus preußischem Adel und hat daher den Spitznamen „Frau Gräfin“ von Demir bekommen. Er ist seit einem Jahr mit einer argentinischen Diplomatentochter verheiratet. In der zweiten Folge der zweiten Staffel verschwindet er spurlos. Es kursiert das Gerücht, er habe die Seite gewechselt. Später stellt sich heraus, dass Konny als verdeckter Ermittler für das BKA in die „Firma“ abgetaucht ist. Der Schwerverbrecher Brahms erfährt jedoch davon, da er nicht nur die BKA-Beamtin Julia Petzold, sondern auch die leitende Kriminalrätin der Soko „Firma“, Neukirch, gekauft hat. Als ehem. stellvertretender SET-Führer hatte Konny den Rufnamen „5-2“. Bei einem inszenierten Banküberfall in der vorletzten Folge wollte er sich selber aus der „Firma“ retten, wusste jedoch insgeheim, dass er keine Chance mehr hat. Er nimmt ein Handy-Video auf, erklärt seine Situation und entschuldigt sich bei seinen Kameraden. Danach verabschiedet er sich mit den Worten „5-2 Ende“. Geb und seine Männer können die Situation entschärfen, Konny wird jedoch hinterrücks von Brahms Handlanger, einem Scharfschützen, erschossen und stirbt in Helmholtz’ Armen.

## Episodenliste

### Staffel 1
| Nr. (ges.) | Nr. (St.) | Originaltitel                 | Erstausstrahlung D |
| ---------- | --------- | ----------------------------- | ------------------ |
| 1          | 1         | Feuertaufe                    | 8. März 2007       |
| 2          | 2         | Der unsichtbare Feind         | 14. März 2007      |
| 3          | 3         | Die Zelle                     | 21. März 2007      |
| 4          | 4         | Die Botschaft                 | 28. März 2007      |
| 5          | 5         | Bauernopfer                   | 4. Apr. 2007       |
| 6          | 6         | Niemandsland                  | 11. Apr. 2007      |
| 7          | 7         | Auge um Auge                  | 18. Apr. 2007      |
| 8          | 8         | Transatlantische Freundschaft | 25. Apr. 2007      |
| 9          | 9         | Abgewiesen                    | 2. Mai 2007        |
| 10         | 10        | Außer Kontrolle               | 9. Mai 2007        |
| 11         | 11        | Schicksalsschlag              | 23. Mai 2007       |
| 12         | 12        | Paradies                      | 30. Mai 2007       |
| 13         | 13        | Ich, der Feind                | 30. Mai 2007       |

### Staffel 2
| Nr. (ges.) | Nr. (St.) | Originaltitel    | Erstausstrahlung D |
| ---------- | --------- | ---------------- | ------------------ |
| 14         | 1         | Erstschlag       | 14. Feb. 2008      |
| 15         | 2         | Ratten           | 21. Feb. 2008      |
| 16         | 3         | Todesspiel       | 28. Feb. 2008      |
| 17         | 4         | Endstation       | 6. März 2008       |
| 18         | 5         | Alptraum         | 13. März 2008      |
| 19         | 6         | Hochspannung (1) | 20. März 2008      |
| 20         | 7         | Hochspannung (2) | 27. März 2008      |
| 21         | 8         | Bruderkampf      | 17. Apr. 2008      |
| 22         | 9         | Todeszelle       | 8. Mai 2008        |
| 23         | 10        | Blutzoll         | 15. Mai 2008       |
| 24         | 11        | Das Testament    | 22. Mai 2008       |
| 25         | 12        | Helden           | 29. Mai 2008       |

## Einschaltquoten

### Staffel 1
Die Erstausstrahlung der ersten Staffel erfolgte vom 8. März bis zum 30. Mai 2007 auf Sat.1. Nachdem die Folgen anfangs 21:15 Uhr ausgestrahlt wurden, erfolgte ab April 2007 die Ausstrahlung um 20:15 Uhr und wechselte somit den Sendeplatz mit Allein unter Bauern.
Eine unvollständige Auflistung gemessener Einschaltquoten und Marktanteile veranschaulicht folgende Tabelle:
| Datum                     | Zuschauer | Zuschauer       | Marktanteil | Marktanteil     | Quellen     |
| Datum                     | Gesamt    | 14 bis 49 Jahre | Marktanteil | Marktanteil     | Quellen     |
| Datum                     | Gesamt    | 14 bis 49 Jahre | Gesamt      | 14 bis 49 Jahre | Quellen     |
| ------------------------- | --------- | --------------- | ----------- | --------------- | ----------- |
| 8. März 2007              | 3,27 Mio. | 1,77 Mio.       | 10,0 %      | 13,3 %          | [ 4 ]       |
| 14. März 2007             | 2,02 Mio. | –               | 6,9 %       | 8,7 %           | [ 5 ]       |
| 21. März 2007             | 2,54 Mio. | 1,20 Mio.       | 8,4 %       | 9,4 %           | [ 6 ]       |
| 28. März 2007             | 1,68 Mio. | 0,90 Mio.       | 5,5 %       | 7,2 %           | [ 7 ] [ 8 ] |
| 4. April 2007             | 2,20 Mio. | 0,97 Mio.       | 8,2 %       | 7,1 %           | [ 9 ]       |
| 11. April 2007            | 2,06 Mio. | –               | 6,8 %       | 8,5 %           | [ 10 ]      |
| 18. April 2007            | 2,48 Mio. | 1,03 Mio.       | 8,1 %       | 8,6 %           | [ 10 ]      |
| 25. April 2007            | 2,10 Mio. | 0,98 Mio.       | –           | 9,4 %           | [ 11 ]      |
| 2. Mai 2007               | 2,54 Mio. | 1,20 Mio.       | 8,8 %       | 10,4 %          | [ 12 ]      |
| 9. Mai 2007               | 2,76 Mio. | 1,24 Mio.       | 10,5 %      | 9,1 %           | [ 13 ]      |
| 23. Mai 2007              | 1,89 Mio. | –               | 8,5 %       | –               | [ 14 ]      |
| 30. Mai. 2007 (20:15 Uhr) | 2,73 Mio. | 1,37 Mio.       | –           | 12,7 %          | [ 15 ]      |
| 30. Mai. 2007 (21:15 Uhr) | 3,01 Mio. | 1,55 Mio.       | 10,6 %      | 13,1 %          | [ 15 ]      |

Noch bevor die erste Staffel beendet war, wurde eine Fortsetzung der Serie bestätigt.

### Staffel 2
Die Erstausstrahlung der zweiten Staffel erfolgte vom 14. Februar bis zum 29. Mai 2008 auf Sat.1. Eine unvollständige Auflistung gemessener Einschaltquoten und Marktanteile veranschaulicht folgende Tabelle:
| Datum            | Zuschauer | Zuschauer       | Marktanteil | Marktanteil     | Quellen |
| Datum            | Gesamt    | 14 bis 49 Jahre | Marktanteil | Marktanteil     | Quellen |
| Datum            | Gesamt    | 14 bis 49 Jahre | Gesamt      | 14 bis 49 Jahre | Quellen |
| ---------------- | --------- | --------------- | ----------- | --------------- | ------- |
| 14. Februar 2008 | 2,45 Mio. | 1,25 Mio.       | 7,7 %       | 9,9 %           | [ 17 ]  |
| 21. Februar 2008 | 2,06 Mio. | 1,03 Mio.       | 6,3 %       | 8,0 %           | [ 18 ]  |
| 28. Februar 2008 | 2,09 Mio. | 1,03 Mio.       | 6,6 %       | 8,3 %           | [ 19 ]  |
| 6. März 2008     | 2,55 Mio. | –               | –           | 10,2 %          | [ 20 ]  |
| 13. März 2008    | 1,72 Mio. | 0,82 Mio.       | 5,5 %       | 6,5 %           | [ 21 ]  |
| 20. März 2008    | 1,53 Mio. | 0,76 Mio.       | 5,1 %       | 6,4 %           | [ 22 ]  |
| 27. März 2008    | 1,56 Mio. | –               | –           | 6,6 %           | [ 23 ]  |
| 17. April 2008   | 1,42 Mio. | 0,64 Mio.       | 4,5 %       | 5,1 %           | [ 24 ]  |
| 8. Mai 2008      | 1,23 Mio. | 0,57 Mio.       | 4,7 %       | 5,4 %           | [ 25 ]  |
| 15. Mai 2008     | 1,28 Mio. | –               | 4,4 %       | 5,8 %           | [ 26 ]  |
| 22. Mai 2008     | 1,43 Mio. | –               | –           | 6,5 %           | [ 27 ]  |
| 29. Mai 2008     | 1,51 Mio. | –               | 6,1 %       | 6,8 %           | [ 28 ]  |

Ende März 2008 wurde die Einstellung der Serie verkündet.

### Gesamtübersicht
Die zweite Staffel wurde durchschnittlich von weniger als zwei Millionen Menschen gesehen, der durchschnittliche Marktanteil lag bei ca. acht Prozent, weshalb keine neuen Folgen produziert wurden.
| Staffel | Sendeplatz                                                                                  | Staffelpremiere | Staffelfinale | Tv Saison | Zuschauer | Zuschauer       | Marktanteil | Marktanteil     |
| Staffel | Sendeplatz                                                                                  | Staffelpremiere | Staffelfinale | Tv Saison | Gesamt    | 14 bis 49 Jahre | Gesamt      | 14 bis 49 Jahre |
| ------- | ------------------------------------------------------------------------------------------- | --------------- | ------------- | --------- | --------- | --------------- | ----------- | --------------- |
| 1       | Do. 20:15 Uhr (1. Folge) Mi. 21:15 Uhr (2. – 4. + 13. Folge) Mi. 20:15 Uhr (5. – 12. Folge) | 8. März 2007    | 30. Mai 2007  | 2006/07   | 2,41 Mio. | 1,16 Mio.       | 8,1 %       | 9,9 %           |
| 2       | Do. 20:15 Uhr                                                                               | 14. Feb. 2008   | 29. Mai 2008  | 2007/08   | 1,74 Mio. | 0,85 Mio.       | 7,1 %       | 4,5 %           |

## Internationale Ausstrahlung
| Land        | Titel                             | Sender  | 1. Staffel (Staffelpremiere) | 1. Staffel (Staffelfinale) | 2. Staffel (Staffelpremiere) | 2. Staffel (Staffelfinale) | Info             |
| ----------- | --------------------------------- | ------- | ---------------------------- | -------------------------- | ---------------------------- | -------------------------- | ---------------- |
| Deutschland | GSG 9 – Ihr Einsatz ist ihr Leben | Sat.1   | 8. März 2007                 | 30. Mai 2007               | 14. Feb. 2008                | 29. Mai 2008               | Free-TV Premiere |
| Deutschland | GSG 9 – Ihr Einsatz ist ihr Leben | AXN     | 24. Jan. 2011                | 18. Apr. 2011              | 2. Mai 2011                  | 11. Juli 2011              | Pay-TV Premiere  |
| Italien     | GSG9 – Squadra d’assalto          | Rete 4  | 17. Juli 2009                | 23. Aug. 2009              |                              |                            | Free-TV Premiere |
| Polen       | Jednostka specjalna               | TV Puls | 5. März 2012                 | 21. März 2012              | 22. März 2012                | 6. Apr. 2012               | Free-TV Premiere |

## DVD
Die erste Staffel erschien am 4. April 2008 und die zweite Staffel am 11. Februar 2009 in Japan auf DVD. In Deutschland sind die 1. und die 2. Staffel auf DVD erhältlich.